# Bartomeu Amat Brugada
Bartomeu Amat Brugada   (Terrassa, 20 d'abril de 1870 - Terrassa, 24 de març de 1909), fou, inventor, mecànic i enginyer tèxtil. Era fill de l'industrial tèxtil Ignasi Amat i Galí; el qual també va ser un avançat en qüestions mecàniques del seu ofici.
Ben aviat es va distingir per la seva afició a l'estudi i per la seva capacitat, havent seguit els estudis a les Escoles d'Espanya i Bèlgica, i va tornar d'aquesta darrera amb el títol d'enginyer manufacturer civil i de mines. En concloure la carrera va entrar al servei tècnic de les cases Korting i La Maquinista Terrestre i Marítima, i poc temps després passava com a director a una fàbrica de filats, on va donar els primers fruits de la seva clara intel·ligència. Va ser inventor d'un torsiòmetre i va escriure notabilíssims articles per a la revista Industrie Textile.
L'Escola Industrial de Terrassa es va fundar a instàncies seves; fou elegit director de la mateixa pels seus companys i va exercir la càtedra de Tecnologia tèxtil des de la seva fundació el 1903. Fou creador del títol d'enginyer tèxtil a Espanya. Per iniciativa seva es va fundar el Condicionament terrassenc el 1906, primer a Espanya, obra utilíssima que altres ciutats industrials es van afanyar a imitar.
Amat no va ser només un gran teòric; fou també un gran pràctic, un veritable professor modern de l'art tèxtil. A la industria de l'estam era considerat com una de les primeres autoritats per la seva vasta il·lustració i competència. En morir tenia en preparació una obra sobre tecnologia tèxtil. Va morir molt jove (39 anys) precisament en accident de treball, en caure-li al cap una politja que li va causar ferides mortals.
Als jardins de l'Escola Industrial de Terrassa es va aixecar una columna coronada per un bust-retrat seu per perpetuar-ne el record.